# Barbie as Rapunzel
Barbie as Rapunzel (prt: Barbie Princesa Rapunzel; bra: Barbie como Rapunzel) é uma animação estadunidense de 2002, dirigida por Owen Hurley e roteiro de Elana Lesser e Cliff Ruby. Teve no elenco de dublagem Kelly Sheridan e Anjelica Huston. A animação foi inspirada na mundialmente conhecida boneca Barbie e na história de Rapunzel.

## Sinopse
Rapunzel é uma menina que foi criada pela sua madrasta, Gothel, uma malvada e ciumenta bruxa que diz ter encontrado-a num solar magico que fica em uma floresta sombria protegida por um muro mágico, quando tinha apenas alguns dias de vida. Gothel deixa todo o serviço de casa para Rapunzel, o que a impede de sair e pintar. Um dia, quando estava preparando o chá de sua madrasta, a malvada bruxa Gothel, Rapunzel, na companhia de seus amigos Penélope, um dragão muito atrapalhado e Roby, um coelho que escuta tudo com suas longas orelhas, descobre uma túnel secreto que a leva até uma aldeia. Rapunzel conhece o príncipe Steffan, pelo qual logo se apaixona. A malvada bruxa Gothel, enfurecida pela desobediência da moça, corta seus cabelos e destrói seu pincel mágico, lançando um feitiço que deixará Rapunzel trancada em uma torre.

## Voz dos personagens
| Personagem      | Original        |
| --------------- | --------------- |
| Barbie/Rapunzel | Kelly Sheridan  |
| Kelly           | Chantal Strand  |
| Gothel          | Anjelica Huston |
| Príncipe Stefan | Mark Hildreth   |
| Penélope        | Cree Summer     |
| Hugo/General    | David Kaye      |
| Otto            | Peter Kelamis   |